# Michele Spirito Giorna
Michele Spirito Giorna (* 6. Juni 1741 in Marene; † 21. Mai 1809 in Turin)  war ein italienischer Zoologe (Ichthyologie) und Anatom.
Giorna war Professor für Zoologie und vergleichende Anatomie an der Universität Turin. Er war erster Direktor des Naturkundemuseums in Turin, das aus Sammlungen wohlhabender Bürger und Adliger entstand (wie der Insektensammlung des Grafen Spinola di Tassarolo). Sein Nachfolger als Professor und Museumsdirektor in Turin war Franco Andrea Bonelli (1784–1830). Ein weiterer früher Erforscher der Fauna des Piemont war Giuseppe Gené (1780–1847), Nachfolger von Bonelli als Professor, Entomologe und Verfasser einer postum veröffentlichten Storia Naturale degli animali (1850).
Er schrieb die erste Abhandlung über die Fisch-Fauna Piemonts (Mémoire sur les poissons 1805). 1806 berichtete er von einem in der Region Piemont getöteten Flamingo.
Er erstbeschrieb Lophotus lacepede.
1801 wurde er Mitglied der Turiner Akademie der Wissenschaften und Präsident der Accademia Nazionale delle Scienze Naturali in Turin.